# De Beaufort (geslacht)

Familiewapen van De Beaufort

De familie De Beaufort (ook: Godin de Beaufort) is een van oorsprong Franse en later Nederlandse patriciërsfamilie waarvan takken tot de Nederlandse adel behoren.

## Geschiedenis
De stamreeks begint met Jean de Beaufort, geboren omstreeks 1540, koopman te Meaux, overleden vóór 1590, trouwt Marguérite de Guérard.
Diens kleinzoon, Pierre de Beaufort, gedoopt Sedan 15 januari 1595, kwam in 1613 naar de Nederlanden, was onderhofmeester van prins Frederik Hendrik, schepen van Hulst, burgemeester van Hulsterambacht en overleed te Hulst 14 juni 1661. Van hem stammen alle nog levende leden van het Nederlandse patricische en adellijke geslacht.
Van een broer van hem, Jean de Beaufort (1591-1672) werd een kleinzoon, François de Beaufort, bij diploma van 4 maart 1710 door keizer Jozef I ingelijfd in de Rijksadelstand. Diens achterkleinzoon, François Frederik Erdman de Beaufort, werd bij KB van 29 sept. 1822, nr. 36, ingelijfd in de Nederlandse adel; diens tak stierf in 1936 uit.

## Oudste generaties
[In deze fragmentgenealogie zijn alleen personen opgenomen aan wie mogelijk een lemma kan worden gewijd (zie vermelding van functies) of die noodzakelijk zijn voor het aangeven van familierelaties.]
- Jean de Beaufort, geboren omstreeks 1540, koopman te Meaux, overleden vóór 1590
  - Paul de Beaufort, geboren omstreeks 1565, kleermaker (1591) en koopman (1593) te Sedan
    - Jean de Beaufort (1591-1672), ontvanger van de graaf de Roucy
      - Jean de Beaufort (1625-1672)
        - François de Beaufort (1661-1714), uitgeweken naar Hulst, ritmeester in Statendienst, later hofmaarschalk van de Vorst van Lippe-Detmold
          - Alexander de Beaufort (1683-1743), generaal-majoor in Pruisische dienst, gouverneur van de vesting Muiden
            - François Charles von Beaufort (1736-1830), majoor in Pruisische dienst
              - jhr. François Frederik Erdman de Beaufort (1765-1792), luitenant-kolonel infanterie in Nederlandse dienst; met een achterkleindochter van hem stierf deze tak in 1936 uit

          - Louis de Beaufort (1703-1795), historicus

    - Pierre de Beaufort (1595-1661) kwam in 1613 naar de Nederlanden, hofmeester van prins Frederik Hendrik, schepen van Hulst, burgemeester van Hulsterambacht
      - Benjamin de Beaufort (1625-1697), onder andere schepen en burgemeester van Hulst
        - mr. Pieter de Beaufort (1660-1711), onder andere schepen en burgemeester van Hulst
          - mr. Hendrik de Beaufort (1686-1740), heer van Duivendijke, pensionaris van 't Vrije van Sluis, raad en schepen van Vlissingen; trouwde in 1711 met Agatha Mogge (1690-1717), vrouwe van Duivendijke, via wie de heerlijkheid in de familie de Beaufort komt
            - mr. Pieter de Beaufort (gedoopt 1715-omstreeks 1752), heer van Duivendijke, schepen te Sluis en te Hulst
            - Anna Agatha de Beaufort (1715-1786); trouwde in 1743 met mr. Jacob Bachman (1716-1750), baljuw van Vlissingen, en hertrouwde in 1753 met Gerrit Martijn du Tour (1715-1788), schepen, raad en burgemeester van Alkmaar

          - Maria de Beaufort (1687-1723); trouwde in 1710 met haar neef mr. Levinus Ferdinand de Beaufort (1675-1730), pensionaris van Sluis, raad van Tholen
          - Pieter Benjamin de Beaufort (1688-1777), heer van Duivendijke, griffier, schepen en burgemeester van Hulst, intendant van prins Willem IV
            - Petronella Maria de Beaufort (1717-1764); trouwde in 1744 met mr. Johan Schorer (1719-1771), advocaat-fiscaal bij de Raad van Vlaanderen, ontvanger-generaal van Zeeland
            - mr. Joachim Ferdinand de Beaufort (1719-1807), heer van Duivendijke, griffier en burgemeester van Hulst, raad en rekenmeester van Prins Willem IV, later van de prinses-douairière, drossaard van Stad en Baronie IJsselstein
              - Bennudina Maria de Beaufort (1771-1813); trouwde in 1797 met Gijsbert Carel Cornelis Jan baron van Lynden van Sandenburg (1767-1850), heer van Sandenburg, lid Gedeputeerde Staten van Utrecht, kamerheer i.b.d. van koning Willem I
              - mr. Willem Hendrik de Beaufort (1775-1829), heer van Duivendijke, lid Gedeputeerde Staten van Utrecht
                - Arnoud Jan de Beaufort (1799-1866), lid Provinciale Staten van Utrecht, Ridder Militaire Willems-Orde, stamvader van de patriciaatstak (zie hierna)
                - jhr. mr. Pieter de Beaufort (1807-1876), lid Gedeputeerde Staten van Utrecht, stamvader van de adellijke tak (zie hierna)

            - Anna Helena Henriëtta de Beaufort (1720-1799); trouwde in 1752 met Hans Willem van Aylva Rengers (1722-1786), luitenant-generaal cavalerie, kamerheer der prinses van Oranje, voorzitter Hoge Krijgsraad
            - mr. Jacobus Marinus de Beaufort (1724-1798), schepen en raad van Veere, gedeputeerde ter Staten-Generaal, drossaard van Stad en Baronie van Steenbergen
              - Pieter Jacob de Beaufort (1759-1843), schepen en raad van Veere

      - Laurens Bernard de Beaufort (1630-1702)
        - mr. Levinus Ferdinand de Beaufort (1675-1730), pensionaris van Sluis, raad van Tholen; trouwde in 1710 met zijn nicht Maria de Beaufort (1687-1723)
        - Willem Gijsbert de Beaufort (1679-1741/1746), raad en later burgemeester van Veere

## Patriciaatstak

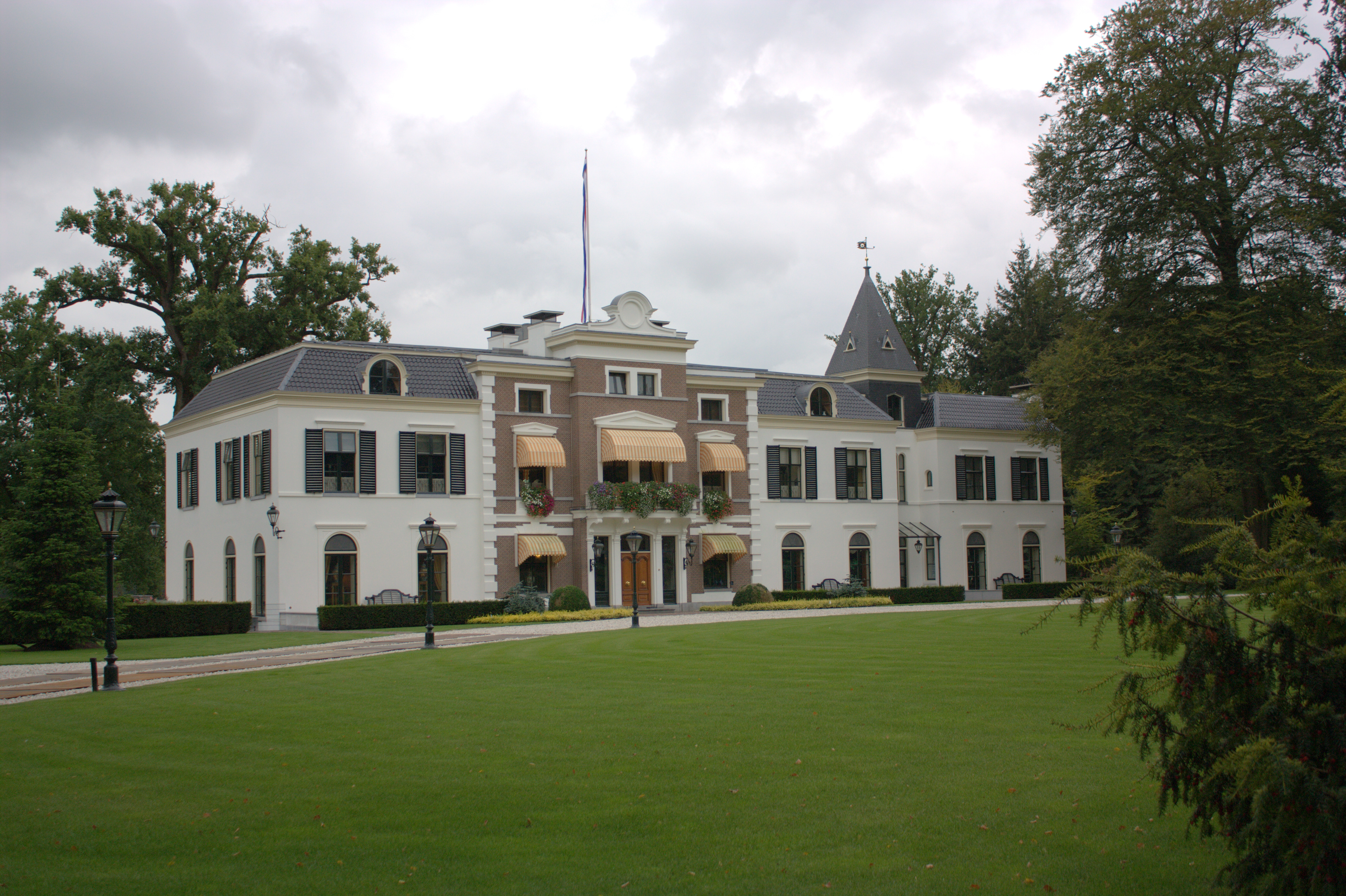
Huize Den Treek

- Arnoud Jan de Beaufort (1799-1866), lid Provinciale Staten van Utrecht, Ridder Militaire Willems-Orde
  - Wilhelmina Cornelia de Beaufort (1843-1927); trouwde in 1866 met mr. Willem Hendrik Johan baron van Heemstra (1841-1909), burgemeester laatstelijk van Driebergen en Rijsenburg, lid Provinciale Staten van Utrecht
  - mr. Willem Hendrik de Beaufort (1845-1918), lid Tweede en Eerste Kamer der Staten-Generaal, minister van Buitenlandse Zaken, watergraaf heemraadschap Rivier de Eem
    - mr. dr. Jan Aernout Anne Hendrik de Beaufort (1876-1947), burgemeester van Soest, kantonrechter plaatsvervanger van Kanton Amersfoort
      - Gijsbert Carel Cornelis Jan de Beaufort (1908-1971), bankier International Bank for Reconstruction and Development te Parijs
      - Benudina Maria de Beaufort (1912-1990); trouwde in 1938 met prof. dr. Heiko Wijnhold Jannes Wijnholds (1912-1994), hoogleraar Economie Universiteit van Pretoria
      - Adèle Jacoba de Beaufort (1920); trouwde in 1952 met Leon Zeldenrust (1921), kunstschilder

    - prof. dr. Lieven Ferdinand de Beaufort (1879-1968), directeur van het Zoölogisch Museum Amsterdam van Artis in Amsterdam en later hoogleraar zoögeografie aan de Universiteit van Amsterdam
      - Nella de Beaufort (1908-1999); trouwde in 1930 met Carel Wessel Theodorus baron van Boetzelaer (1905-1987), chef-staf Inspectie-generaal Koninklijke Marine, marineattaché te Londen, adjudant i.b.d. en kamerheer i.b.d. van de koningin
      - Henri Alexander de Beaufort (1915-1942), gefusilleerd door de Duitsers te Dijon

    - Aleida Anna de Beaufort (1884-1933); trouwde in 1915 met jhr. Quirijn Johan van Swinderen (1880-1959), burgemeester van Loosdrecht, dijkgraaf hoogheemraadschap Zeeburg en Diemen
    - Maria Suzanna Henriëtte de Beaufort (1886-1970); trouwde in 1912 met jhr. Anne Marie Adrianus Johan Röell (1877-1927), heemraad waterschap Eemnes
    - dr. René François Paul de Beaufort (1889-1969), kunsthistoricus

  - Johannes Bernardus de Beaufort (1847-1924), burgemeester van Woudenberg; uit zijn huwelijk met jkvr. Cornelia Maria van Asch van Wijck (1849-1915) werden veertien kinderen geboren van wie vier in de adelstand werden verheven (zie hieronder: adellijke tak)
    - Johannes Bernardus de Beaufort (1875-1961), burgemeester laatstelijk van Goes
    - Cornelia Maria de Beaufort (1884-1968); trouwde in 1907 met Herman Erwin baron van Asbeck (1870-1922), kapitein-luitenant ter zee, adjudant van prins Hendrik en van koningin Wilhelmina

  - mr. Joachim Ferdinand de Beaufort (1850-1929), wethouder van Utrecht, hoogheemraad Lekdijk Bovendams
    - Louise Ernestine de Beaufort (1879-1960); trouwde in 1906 met jhr. mr. Jan Karel Hendrik de Beaufort (1879-1962), heer van Leusden (zie adellijke tak)
    - Ernestine Fernande de Beaufort (1886-1985); trouwde in 1910 met jhr. dr. Cornelis Johannes Sandberg (1883-1945), burgemeester van Diepenveen, overleden concentratie-kamp Neuengamme (Hamburg)

  - Margaretha Laurentia de Beaufort (1852-1930); trouwt 1875 mr. Hendrik Johan Herman baron van Boetzelaer (1850-1924), heer van Oosterhout, burgemeester van Leusden
  - mr. Arnoud Jan de Beaufort (1855-1929), burgemeester van Leusden, lid Provinciale Staten van Utrecht
    - Anna Aleida de Beaufort (1880-1975), bewoonster en eigenaresse van de Leusdense landgoederen De Boom, eigenaresse van Heiligenberg die beide in 1948 in een stichting werden ondergebracht; het laatste landgoed verhuurde zij aan haar volle neef Jan Karel Hendrik de Beaufort (1879-1962)

## Adellijke tak

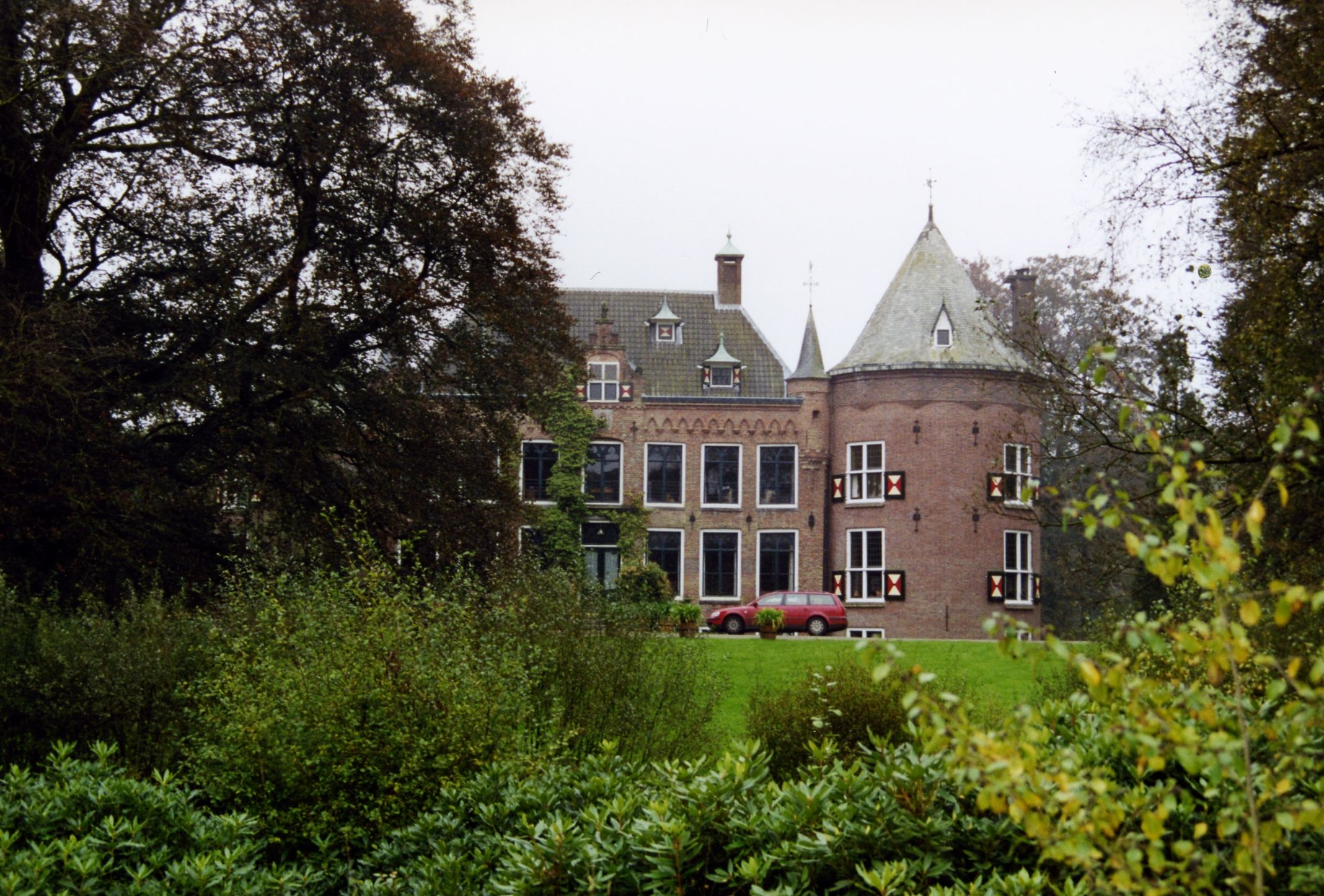
Kasteel Maarsbergen

mr. Willem Hendrik de Beaufort (1775-1829), heer van Duivendijke, lid Gedeputeerde Staten van Utrecht
- Arnoud Jan de Beaufort (1799-1866), lid Provinciale Staten van Utrecht, Ridder Militaire Willems-Orde, stamvader van de patriciaatstak (zie hierboven)
  - Johannes Bernardus de Beaufort (1847-1924), burgemeester van Woudenberg; uit zijn huwelijk met jkvr. Cornelia Maria van Asch van Wijck (1849-1915) werden veertien kinderen geboren van wie tien niet in de adel werden verheven (zie hierboven: patriciaatstak)
    - jhr. dr. Jan Karel Hendrik de Beaufort, heer van Leusden (1879-1962), burgemeester van Leusden en van Stoutenburg
      - jhr. Joachim Ferdinand de Beaufort, heer van Leusden (1909-1997), koopman
        - jhr. ir. Arnoud Jan Hendrik de Beaufort, heer van Leusden (1941), oud-dijkgraaf en oud-lid Provinciale Staten van Utrecht

      - jhr. mr. Arnout Jan de Beaufort (1912-1966), burgemeester van Markelo; trouwde in 1953 met jkvr. drs. Cornélie Jeanne Louise Mathilde Sickinghe (1923-2021), wetenschappelijk hoofdambtenaar Universiteit Utrecht, oud-gouvernante van koningin Beatrix (die samen met haar zus Irene bruidsmeisje was bij het huwelijk de Beaufort-Sickinghe) en peetmoeder van prins Constantijn
        - prof. jkvr. dr. Inez de Beaufort (1954), hoogleraar Medische ethiek en filosofie aan de Erasmus Universiteit Rotterdam
        - prof. jkvr. dr. Carola de Beaufort (1956), kinderarts-endocrinoloog en gasthoogleraar Vrije Universiteit Brussel
        - jhr. mr. Frans de Beaufort (1966), directeur AEGON, vriend van en getuige bij het kerkelijk huwelijk van prins Willem-Alexander (die ceremoniemeester was bij het huwelijk van De Beaufort), peetvader van prinses Alexia

      - jkvr. Anna Wilhelmina Margaretha de Beaufort (1913-1998); trouwde in 1940 met prof. jhr. mr. Theodoor Willem van den Bosch (1913-1995), hoogleraar militair recht Universiteit van Amsterdam (1974-1988), president Hoog Militair Gerechtshof (1977-1983)

    - jhr. Willem Hendrik de Beaufort (1881-1976), jagermeester i.b.d. van koningin Juliana, lid Provinciale Staten van Utrecht
      - jhr. mr. Jan Willem de Beaufort (1913-2001), burgemeester van Ruurlo
      - jkvr. Cornélie Marie de Beaufort (1916-2000); trouwde in 1939 met Willem René Albert baron van Tuyll van Serooskerken, heer van Zuylen (1914-2000), luitenant-kolonel cavalerie, adjudant i.b.d. van de koningin, oud-intendant kasteel Drakensteyn

    - jhr. Maurits Hubert de Beaufort (1882-1958)
      - jkvr. Johanna de Beaufort (1909-1988); trouwde in 1934 met mr. Samuël Willem Alexander baron van Voërst van Lynden (1904-1945), burgemeester van Gramsbergen, overleden tijdens transport naar Neuengamme
      - jhr. mr. Jan Maurits de Beaufort (1912-1992), industrieel
      - jkvr. Maria Agnès de Beaufort (1914-2002); trouwde in 1938 met mr. Abraham Johan baron van Boetzelaer (1913-1945), overleden in concentratiekamp Ellrich; zij hertrouwde in 1946 met mr. Jan Strengers (1914-1994), ambassadeur
- jhr. mr. Pieter de Beaufort (1807-1876), lid Gedeputeerde Staten van Utrecht
  - jkvr. Eritia Ena Romelia de Beaufort (1843-1910); trouwde in 1868 met jhr. mr. Joan Röell (1844-1914), onder andere minister van Buitenlandse Zaken en vicepresident van de Raad van State
  - jhr. mr. Willem Hendrik de Beaufort (1844-1900), onder andere lid van de Tweede Kamer der Staten-Generaal
    - jkvr. Clara Maria de Beaufort (1877-1928); trouwde in 1898 met mr. Douwe Jan Andries baron van Harinxma thoe Slooten (1869-1945), burgemeester van 's-Graveland en Ankeveen
    - jhr. Hector Willem Livius de Beaufort (1880-1953), burgemeester van Driebergen en Rijsenburg, lid Provinciale en Gedeputeerde Staten van Utrecht
      - jhr. mr. Willem Hendrik de Beaufort (1925-2011), dijkgraaf waterschap Kromme Rijn

  - jhr. mr. Rijnhard de Beaufort (1845-1923), hoogheemraad Lekdijk Bovendams, lid gemeenteraad Doorn
    - jkvr. Catharina Johanna de Beaufort (1871-1923), lid gemeenteraad Doorn
    - jhr. mr. dr. Jan Daniël Hendrik de Beaufort (1880-1946), hoogheemraad Lekdijk Bovendams, kamerheer i.b.d. van koningin Wilhelmina
      - jkvr. Sophia Adrienne de Beaufort (1916-1972); trouwde in 1956 met jhr. mr. Henrick Everard van Weede (1918-1968), secretaris van de Hoge Raad van Adel, kamerheer i.b.d. van koningin Juliana
      - jkvr. Reinoudina Christina de Beaufort (1923-2008); trouwde in 1946 jhr. mr. Witius Henrik de Savornin Lohman (1917-2004), luitenant-generaal cavalerie, inspecteur-generaal der krijgsmacht

    - jhr. mr. dr. Willem Hendrik de Beaufort (1881-1923), buitengewoon en gevolmachtigd minister te Athene

  - jhr. mr. Karel Antonie Godin de Beaufort, heer van Maarn en Maarsbergen (1850-1921), minister van Financiën, lid van de Tweede en Eerste Kamer der Staten-Generaal, verkreeg naamswijziging in Godin de Beaufort in 1856
    - jkvr. Marie Isabelle Anne Jozina Charlotte Godin de Beaufort (1875-1948); trouwde in 1895 met Gijsbert Jan Anne Adolph baron van Heemstra (1869-1960), generaal-majoor titulair cavalerie
    - jhr. Johan Willem Godin de Beaufort, heer van Maarn en Maarsbergen (1877-1950)
      - jkvr. Cornelia Johanna Hillegonda Godin de Beaufort, vrouwe van Maarn en Maarsbergen (1931-2023), bewoonster van kasteel Maarsbergen
      - jhr. Karel Pieter Antoni Jan Hubertus (Carel) Godin de Beaufort, heer van Maarn en Maarsbergen (1934-1964), autocoureur

    - jkvr. Catharina Johanna Godin de Beaufort (1878-1906); trouwde in 1899 met jhr. mr. Ludo van Bronkhorst Sandberg (1874-1940), lid van de Raad van State

  - jhr. mr. Binnert Philip de Beaufort (1852-1898), burgemeester van 's-Gravenhage, kamerheer i.b.d.
    - jhr. mr. François Willem Lambert de Beaufort (1883-1956), ordonnansofficier van koningin Wilhelmina, bankier
      - jhr. Willem Hendrik de Beaufort (1910-2005), assuradeur
        - jhr. mr. Willem Hendrik de Beaufort (1939), griffier van de Tweede Kamer der Staten-Generaal
          - jhr. Binnert Philip de Beaufort (1970), schrijver en journalist

      - jhr. Binnert Philip de Beaufort (1919-1945), verzetsman

    - jhr. mr. Pieter Paul de Beaufort (1886-1953), burgemeester laatstelijk van Driebergen-Rijsenburg
    - jkvr. Henriette de Beaufort (1890-1982), letterkundige